# Huesera: The Bone Woman
 (septembre 2024).
Si vous disposez d'ouvrages ou d'articles de référence ou si vous connaissez des sites web de qualité traitant du thème abordé ici, merci de compléter l'article en donnant les références utiles à sa vérifiabilité et en les liant à la section « Notes et références ».
Pour plus de détails, voir Fiche technique et Distribution.
Huesera: The Bone Woman est un film d'horreur et de body-horror, mexicano-péruvien réalisé par Michelle Garza Cervera et sorti en 2022. Le film est inspiré par la légende folklorique mexicaine de la Huesera, une femme parcourant le désert à la recherche d'os afin d'assembler un squelette, qui, après un rituel et des chants, donne naissance à un loup qui court vers l'horizon en se métamorphosant en femme.

## Synopsis
Valeria Hernandez, menuisière queer trentenaire et ancienne punk anti-autoritaire, est marié avec Raúl Hernandez qui travaille dans la publicité, et tous deux essaient d'avoir un enfant. Valeria tombe enceinte et va alors subir des injonctions et des jugements de la part de son mari, de sa famille et de ses proches sur sa conduite, sa manière de se comporter et sur son potentiel d'être une bonne mère. Elle va alors retrouver et se rapprocher de son ancienne petite amie, Octavia, et va se questionner sur ses choix de vie et sur son présent. Valeria va alors commencer à remettre en question les raisons qui l'ont poussé à tomber enceinte et son envie d'être mère. Mais en parallèle, Valeria va commencer à entendre des bruits de craquement d'os et va être soumise à de violentes visions d'esprits désarticulés tentant de rentrer chez elle. Sa tante Isabel et son groupe d'amies, des marginales, vont alors lui apprendre qu'elle est sous l'influence d'un esprit maléfique et de magie noire, et l'avertisse que si elle n'arrive pas à y résister, elle ne pourra trouver son salut que dans un rituel occulte dangereux. Les visions empirent et commencent à se répercuter sur les actes et le comportement de Valeria, tandis que celle-ci commence à douter sérieusement de ses choix de vie et de qui elle est réellement. L'incompréhension de son mari et de sa famille face à la situation et leurs comportements possessifs vis-à-vis de Valeria agrandit le fossé qui se crée entre Valeria et ses proches. Valeria accouche, mais l'esprit semble toujours présent et pousse Valeria dans des pulsions meurtrières vis à vis de son enfant. Elle finit par choisir d'effectuer le rituel occulte visant à la débarrasser de l'esprit avec les amies de sa tante Isabel, et après un passage éprouvant dans son esprit, est libéré de l'entité. Le film se termine sur Valeria quittant son mari et son enfant pour vivre une autre vie.

## Fiche technique
- Titre original : Huesera: The Bone Woman
- Réalisation : Michelle Garza Cervera
- Scénario : Michelle Garza Cervera, Abia Castillo
- Musique :
- Photographie : Nur Rubio Sherwell

- Montage : Adriana Martínez
- Décors : Ana J. Bellido
- Costumes : Gabriela Gower
- Production :
- Sociétés de distribution :
- Pays d'origine : Mexique, Pérou
- Langue originale : Espagnol
- Format : Couleur
- Genre : Horreur
- Durée : 93 minutes
- Dates de sortie : 
  - États-Unis : 9 juin 2022 (Tribeca Festival)

## Distribution
- Natalia Solián : Valeria
- Alfonso Dosal : Raúl, le mari de Valeria
- Mayra Batalla : Octavia
- Mercedes Hernández : Isabel, la tante de Valeria
- Aída López : Maricarmen, la mère de Valeria
- Sonia Couoh : Vero, la sœur de Valeria
- Anahí Allué : Norma
- Martha Claudia Moreno : Ursula
- Camila Leoneé : Paola
- Luciano Marti : Jorge
- Enoc Leaño : Luis
- Laura de Ita : Marina
- Carlos Orozco Plascencia : Victor
- Luisa Almaguer : Edna
- Gabriela Velarde : Valeria jeune
- Isabel Luna : Octavia jeune
- Emilram Cossío : un gynecologiste
- Norma Reyna : une sabine
- Gina Morette :  une sabine
- Rocío Belmont : une sabine
- Nadia Cuevas : réceptionniste du laboratoire, infirmière de l'hopitale, membre de la bande punk
- Juliana Pérez Guerrero : fille du laboratoire
- Isabel Prudencio : une sabine
- Juliana Pérez Guerrero : Natalia (enfant de Valeria)
- Carla Segovia : danseuse de la Huesera
- Brenda Loustaunau : danseuse de la Huesera
- Fernanda Salas : danseuse de la Huesera
- Cynthia Hamm : danseuse de la Huesera
- Zianya Vertiz : danseuse de la Huesera
- Diana Molino : danseuse de la Huesera
- Elisa Romero : danseuse de la Huesera
- Hannia G. Beltrán : danseuse de la Huesera
- Heleni Castro : danseuse de la Huesera
- Ana Sofia Vidalgo : danseuse de la Huesera
- Denisse Fanneth Chávez : danseuse de la Huesera
- Alicia Acosta : danseuse de la Huesera
- Mitzi Amara de la Rosa : danseuse de la Huesera
- Mina Rodriguez : danseuse de la Huesera
- Tania Guadalupe Rivera Garcia : danseuse de la Huesera
- Diana Sofia Romero Urbano : danseuse de la Huesera
- Xalli Salas Uribe : danseuse de la Huesera
- Alejandra Janette Rivera Salinas : danseuse de la Huesera
- Sophia Zambrano Salazar : danseuse de la Huesera
- Cecilia Mariana Salas Sansores : danseuse de la Huesera
- Daniel Enrigue : membre de la bande punk
- Sara Norman : membre de la bande punk
- Violeta Hinojosa : membre de la bande punk
- Mariana Sobrino : membre de la bande punk

## Thèmes «queers»

### Homophobie intériorisée
Le film explore les thèmes de l'homophobie intériorisée, soit une haine de soi fondée sur son orientation sexuelle et provenant d’idées homophobes. L'homophobie intériorisée peut potentiellement conduire à un niveau de stress plus élevé engendrant l’augmentation de conflits interpersonnels. Cette dynamique est représentée dans le film à travers l'anxiété accrue de Valeria et ses conflits familiaux alors qu'elle tente de naviguer sa grossesse. En effet, tout au long du film, la relation de Valeria avec sa mère, sa sœur et son mari se dégrade considérablement.
L'homophobie intériorisée peut découler d'un désir de dissimuler sa véritable personnalité. Cette aspect est important dans le film. Valeria passe beaucoup de temps à cacher sa « queerness » en prétendant être heureuse avec son mari, en s’éloignant d’amis de longue date et en se livrant à ce que son entourage considère comme un comportement idéal. Un autre exemple est celui de sa rencontre avec Octavia. Valeria en est visiblement bouleversée, mais tente de camoufler à quel point elle en est affectée. Une séquence de flashback est également utilisée afin de comparer ce que Valeria était et voulait être avec ce qu'elle est devenue et ce qu'elle se force à être. Par exemple, elle laisse pousser ses cheveux et cesse de les colorer. Elle accepte également d'arrêter de participer à son travail et à sa passion, la menuiserie, pour le bien-être de son enfant.
Un autre aspect de l'homophobie intériorisée est le rôle du mentor. Le mentor est une figure d'autorité sage avec laquelle il est plus facile pour le personnage non-hétérosexuel de s’ouvrir. Dans le film, il s'agit du personnage de la tante. On voit la tante tenir la main de sa partenaire à un moment du film. Elle représente l'acceptation de ce qui est « queer », non seulement en termes de sa non-hétérosexualité, mais aussi dans le cadre de ses croyances en la sorcellerie.
Les effets de l'homophobie intériorisée et du désir de normativité se font ressentir dans la manière dont Valeria fait semblant d'être heureuse. Elle propose à sa sœur de l'aider en gardant sa nièce et son neveu. Elle force un sourire lorsqu'elle parle de maternité avec sa famille et son mari. Elle se soumet même à une série de rituels pour supprimer ses désirs de vivre une vie différente.

### Hétéronormativité
Même lorsque le caractère queer du film est manifeste, le contexte hétéronormatif sous-jacent dans lequel il a été conçu prévaut. Le cinéma queer doit toujours être analysé à travers le prisme du cinéma hétérosexuel, qui est souvent considéré comme la norme,. Dans ce film, l'hétéronormativité est ressentie à travers les pressions sociales exercées sur Valeria,.
Des études montrent que de nombreux membres de la communauté 2SLGBTQ+ cherchent à camoufler leur identité et prétendant être hétérosexuels et cisgenres en public afin de se protéger. C'est le cas de Valeria, qui fonde une famille avec un homme malgré son absence de désir de devenir mère, dans le but d'attirer les réactions positives de sa famille. Elle aurait pu choisir de se rebeller contre les normes imposées par son entourage, mais elle a privilégié sa sécurité émotionnelle, physique et sociologique, au lieu de son bonheur.
L'homophobie visible de la mère et de la sœur de Valeria est présente tout au long du film. Elles traitent la tante de Valeria de vieille fille parce qu'elle n'est pas mariée. Elles attaquent le caractère de cette femme parce qu'elle n'est pas mariée et n'a pas d'enfants. La sœur de Valeria l'ignore et doit être incitée à la féliciter pour sa grossesse. Plus tard, la mère et la sœur se moquent de Valeria pour son manque d'instinct maternel, jusqu'au moment où la sœur de Valeria lui dit en face qu'elle ne sera pas une bonne mère. Ces insultes visent à dégrader Valeria, qui ne correspond pas à leur idéal de féminité.
En plus de l'homophobie intériorisée dont Valeria fait l'objet, telle que définie ci-dessus, une aliénation par rapport aux normes sociales est aussi dépeinte. On la voit avoir des relations sexuelles avec un ancien partenaire et montrer plus de satisfaction sexuelle et de passion qu'elle ne le faisait avec son mari dans les scènes précédentes.

### L'homosexualité en tant que vilain
La tendance à faire des membres de la communauté 2ELGBTQ+ les vilains de l'histoire et à en faire la cause ou la manifestation du mal est un problème récurrent dans les longs métrages. Le genre de l'horreur est particulièrement coupable de diaboliser l'homosexualité. Parmi les exemples les plus anciens, on peut citer des films tels que Psycho (1960), Le silence des agneaux (1991), The Velvet Vampire (1978) et À la limite du cauchemar (1982). Les films des années 2010 et 2020 ne font pas exception, avec une terrible représentation des personnes transgenres dans 32, Malasana Street (2020), Insidieux : Chapitre 2 (2013), et They/Them (2022).
Huesera : The Bone Woman (2023) aborde l'homosexualité non pas comme le méchant de l'histoire, mais comme le méchant du protagoniste, suivant ainsi en quelque sorte la tendance préétablie de la représentation négative de l'homosexualité. Cependant, bien qu'elle ne soit pas la méchante de l'histoire, Valeria ne représente pas le bien dans l'histoire. C'est un personnage imparfait, qui quitte définitivement son mari et son bébé à la fin du film, admettant finalement que la vie de famille n'est pas faite pour elle. On retrouve des éléments de la « panique homosexuelle » décrite dans la littérature psychologique du XXe siècle, comme le montre le fait que la protagoniste perde lentement la raison à cause d'entités surnaturelles représentant sa peur de devenir mère et de rejeter entièrement qui elle est.
L'homosexualité dans le film reste de bon goût. Les femmes queer du film sont des figures fortes et sont plus que des personnages de second plan. Elles sont diverses, d'âges et de milieux socio-économiques différents. Le personnage de la tante, par exemple, est connoté positivement et, malgré les critiques de sa famille, on la voit mener une vie abondante. En outre, les moments les plus heureux de Valeria sont ceux où elle interagit avec son homosexualité, comme dans les flashbacks sur sa jeunesse et lorsqu'elle passe du temps avec Octavia. Octavia est également un personnage fort. Elle ne laisse pas Valeria la traiter comme un simple objet permettant d'échapper à son mariage. Au contraire, elle défend son identité et se défend elle-même, en s'acceptant et en vivant pleinement sa vie.